# 3-ヒドロキシイソ酪酸デヒドロゲナーゼ
3-ヒドロキシイソ酪酸デヒドロゲナーゼ（3-hydroxyisobutyrate dehydrogenase）は、次の化学反応を触媒する酸化還元酵素である。
3-ヒドロキシイソ酪酸 + NAD+ {\displaystyle \rightleftharpoons } 2-メチル-3-オキソプロパン酸 + NADH + H+
反応式の通り、この酵素の基質は3-ヒドロキシイソ酪酸とNAD+、生成物は2-メチル-3-オキソプロパン酸とNADHとH+である。
組織名は3-hydroxy-2-methylpropanoate:NAD+ oxidoreductaseで、別名にβ-hydroxyisobutyrate dehydrogenaseがある。